# LILI-MEN
『LILI-MEN』（リリーメン）は、渡嘉敷拓馬による日本の漫画作品。『週刊ヤングマガジン』（講談社）にて、2022年41号から2024年41号まで連載。その後『ヤンマガweb』（同社）に移籍して2024年9月28日から連載されている。人類を苗床に繁殖する種族「サキュバス」と、彼らを根絶しようとする人類が繰り広げる闘いを描く漫画。
単行本第1巻が発売された際には、イナベカズ、奥浩哉、田島光二、山本英夫、ONEが帯に推薦コメントを寄せている。

## 制作背景
作者の渡嘉敷は、元々CGアーティストとして活動していた傍ら講談社へ漫画の持ち込みを行い、2016年に「マガジン・プラスR」で連載を獲得するも全三巻の刊行をもって打ち切り。その後カナダのバンクーバーに拠点を移し、本格的にCGアーティストの実績を積むと共に、その技術を活かした作品の制作に一からすべて関わりたいという思いから、今作品の制作へとりかかった。
本作ではCGの活用が背景のみならずキャラクター造形にも活かされており、作品一番の特徴ともいえる。

## あらすじ

### 本編
人類を苗床に繁殖する種族「サキュバス」と、彼らを根絶しようとする人類。相容れない2つの種族が闘争を始めて悠久の時が流れたころ、戦いを終わらせる「王」が誕生する。
主人公のニトは、物心ついたころからとある収容施設で暮らしており、同期の中では施設の提示する試験に対し良い成績を収められないことから落ちこぼれ扱いされていた。しかしこの収容施設は、人類を苗床に繁殖する種族「サキュバス」によって彼らの養分となる人間を選別するための機関であり、「施設から出る」ことは「サキュバス」の苗床にさせられることを意味していた。
ニトの友人たちも全て苗床とされてしまい、真相に気付いた彼もまた「サキュバス」に襲われ致命傷を負う。しかし最期の力を振り絞り、施設の奥で育てられていた卵の卵の中に入り込み、その中にあったすべての力を取り込んだ結果、ヒトともサキュバスとも分からない存在へと覚醒する。
命を拾った彼は、施設に潜伏していた謎の女性・ヒイロの手を借りて外の世界へ脱出する。そしてその世界で、今まで自分が出来なかった「普通の人間としての生活」を一つ一つ取り戻していくことになる。

## 用語解説
殖魔（サキュバス）
本作で登場する敵の総称。ヒトに卵を植え付け「苗床」とし、養分を吸い取って繁殖する魔物。見た目はヒトと変わらないが、苗床内の幼生の段階ではシワシワの質感に大きく鋭角的な目といった異質さが目立つ。
かつては夜な夜なヒトを誘惑して「苗床」としていたが、現代ではヒトを「飼育」することで効率的に養分を得る文化を身に着けた。その身体能力はヒトのそれを遥かに凌駕しており、また脳を破壊しない限りいくら肉体に傷を負わせても再生する。強さに応じてカテゴリーSからCまで分けられており、Sに近いほど強力な殖魔となる。
「サキュバス」という呼称に似合わず、姿かたちは男型と女型両方が存在し、同族間には「父」や「兄弟」といった性別にかかわる関係性も存在する。しかしながら生物的な違いは見た目上に限られ、男型も女型もその生殖能力と生殖方法は同一・同質である。
現代には後述するように4つの派閥が存在しており、それぞれの派閥に応じて用いる能力や体質が異なる。また、複数の派閥の力をもった「混合殖魔（ミックスサキュバス）」も存在している。
苗床
殖魔に卵を植え付けられた人間の総称。身体を繭のようなもので包まれており、常に養分を吸い取られ続ける。苗床となった生物を元に戻す方法はなく、生きているのか死んでいるのかどうかも分からない状態になる。尚、同族を苗床にすることも可能ではあるが、その方法は禁忌とされている。
公安殖魔対策局(こうあんサキュバスたいさくきょく)
殖魔（サキュバス）を狩る人間側の組織。通称マルサ。「血の派閥」を掃滅に成功しており、その旧支配地域に本部を建設している。
「血の派閥」の殖魔の能力を解析し、人間が扱えるようにした「血戦術」を使用する。しかし殖魔の超再生能力は再現できず、その任務は死と隣り合わせ。生還しても身体の欠損により引退する局員もいる。また、人間に味方する殖魔もこの組織の一員として働いている。
血戦術（けっせんじゅつ）
マルサ局長の阿光アマネが、「血の派閥」の殖魔との戦いで彼らから取り入れた、対殖魔用の戦闘術式。文字通り、己の血液を用いて武器に転用する方法で、マルサの戦闘員は基本的に全員がこの術式を会得、研鑽して実力を磨いていく。
大別して下記の4種類の技がある。
序局（じょきょく）
血戦術の基本的な戦闘技術。血を剣状に形成して戦う葬剣炎舞（そうけんえんぶ）、打撃武器のように固めて敵にぶつける火蝶赤華（かちょうせっか）、弓矢の形状にして遠くの敵を射撃する赤月宵一（あかつきよいち）がある。これらをさらに発展させたり、各々の特血の能力を組み合わせて破局へと昇華する。
破局（はきょく）
上述の序局を発展させた血戦術。各々が独自に編み出した戦術や、体質を利用して発展させることから、使用する技は個々人によって様々である。
急局（きゅうきょく）
主に敵を拘束したり、攻撃を防ぐ目的で使われる血戦術。相手を拘束する赤蠟（せきろう）、自身に血を纏わせて攻撃を防ぐ鋼血人形（こうけつにんぎょう）の主に2種類がある。
終局（しゅうきょく）
術者の命と引き換えに繰り出される血戦術の最終奥義。終局の使用は班長以上の人間の許可が無ければ使用することはできない。また、終局を使っても死なないことが、隊長になるための条件であるとされている。
隊長直下特別攻撃隊（たいちょうちょっかとくべつこうげきたい）
マルサの組織の中でも、正規班だけでは対応しきれない任務をこなすことを専門とする部隊。隊長直々の使命で構成されている。
実態は人格や社会性に問題があったり、班の活動に適さなかったものが送り込まれる最後の異動先であり、任務での死亡率は六割以上で仮に生き残った者もマルサの退職を決意させられる過酷な環境であり、特攻（トッコー）とも呼ばれている。

## 登場人物

### 主要人物
ニト
主人公。殖魔の施設で、卵の中で育っていた「殖魔」や苗床となっていた友人らと融合し、ヒトともサキュバスともとれない生物へと転生する。
物心ついたころから施設で育ってきたため、自分の本当の名前や家族の顔も知らない。周囲に比べて常人並みの身体能力しか持っていなかったことから、同期の中では落ちこぼれ扱いされて「バカニト」と呼ばれていたが、見返りを求めない他者を思いやる善性を持った青年であり、仲間にも恵まれていた。特に生命に対する尊厳は並ならぬ物があり、殖魔と彼の苗床と化したヒトとの間に出来た子供の命を殺そうとした黒鉄に激高する程。
外界に出た後、「着付屋」との戦いを経てヒトとサキュバスについて理解するも、サキュバスとして生まれ変わった自分が人の世界で普通に生きていくため、そしてヒトとサキュバスが互いに歩み寄る世界を作るため、阿光アマネに直談判し、マルサの一人として殖魔と関わっていくことになる。尚、阿光からは「カテゴリーAクラス」として認定されている。
乖筋術（かいきんじゅつ）
ニトがヒイロとの特訓より、独自で編み出した戦闘技術。今まで敵との戦いで攻撃するたびに身体の部位を爆発させていたが、形状を維持したまま攻撃対象のみ爆発させられるようになった。
ヒイロ
本作のヒロイン。初登場はニトたちが収容されていた施設で、殖魔の動向を探るために職員として潜伏していた。普段はアパートの一室に住んでいる。
ヒトから転生したニトと異なり、純粋な殖魔の一人だが、彼女もまたヒトと殖魔が共存する世界を望み、マルサの一人として活動している。しかし共存のとして、生殖を封じる「断種」が含まれる事から旧友である殖魔から魂を売ったと言われてしまう。殖魔としての強さは「カテゴリーCクラス」程度のものだったが、ニトたちとの共闘を得て成長していく。
かつて「血の派閥」が運営していた研究施設がマルサによって殲滅された際、阿光アマネに存在価値を見出され、同僚だったシオンの言葉に従いマルサとして生き抜くことを決意する。研究の過程で人工的に「特血」を持つ体質にされており、マルサ加入時に断種を行ったことで実力は「カテゴリーCクラス」まで下がったが、本来の彼女の実力は「カテゴリーSクラス」に匹敵する。
紅王・血装束（クリムゾンピーク）
ヒイロに与えられた「特血」による特殊能力。身体中の血流を活性化させて心拍数を上昇させ、肉体能力を飛躍的に引き上げる。
黒鉄ユウト（くろがね ユウト）
マルサ職員の一人であり、一級実施官。対殖魔部隊の黒鉄班を率いる。
強面で常に仏頂面だが部下の面倒見は良く、周囲からは慕われている。一方で殖魔に対しては一切の慈悲を見せることが無く、どんな状況であっても殖魔は即座に殺すことを信条としている。
自身の班員を誰一人死なせないことを信条としており、「彫刻家」との対決で盃を戦死させるまでは「班員の死者ゼロ」として有名だった。それ故、自身の部下や周囲の人間が死なないことを誰よりも願っており、その責任感も人一倍強い。ニトに対しては図らずも盃の死の原因となったため彼に殺意を向けるが、彼の存在がマルサにとって有益であることと天秤にかけ、彼を実戦部隊へ配置することを推奨する。
他者の血戦術を増幅させる特血の持ち主で、普通の人間であれば自らも血液不足に陥る諸刃の剣となる能力だが、黒鉄の場合は常人を遥かに凌駕する量の血液を保持しており、そのデメリットをカバーできる。
血戦"破局"「葬魂血碑」(そうこんけっひ）
巨大な大剣状の武器に己の血液を変化させる技。序局の一つである「葬剣演舞」で作られる剣を大型にしたものであるが、ただそれだけの技。しかし黒鉄自身のタフネスもあり、何本でも連続で精製可能。複数の大剣を重ねて防御力を上げる「葬魂血碑・重層」という派生技もある。

### 公安殖魔対策局

#### 局長
阿光アマネ（あこう アマネ）
公安殖魔対策局本部局長。殖魔討伐の名家である阿光家の当主。
温和で慈悲深い性格の持ち主で、初登場時にはサキュバスとして処刑対象となっていたニトをそのままマルサへと勧誘した。一方で、殖魔を殲滅するために仕えるものは何でも使うという信念を持ち合わせており、ニトやヒイロの命を救ったのも、彼らに利用価値があるからに過ぎない。

#### 隊長
山田アイ（やまだ アイ）
山田隊隊長。金と黒のツートンカラーの長髪を持つ男勝りな女性。軽くサバサバした口調でチームを盛り立てる姉御肌的存在。
幼少期に両親を肉の派閥の殖魔によって苗床とされた現場を目撃してしまう過去を持つ。その後は殖魔被害者用の孤児施設に送られたが、環境に合わず脱走し逃避行の末、とあるクラブで毎晩踊り続ける「忘却の舞姫」として一躍有名となる。そこで阿光と邂逅しマルサへと勧誘され、現在の地位まで上り詰める。
両親を殺されたことへの復讐心から、肉の派閥の首領であるビッグダディを殺すことを宿願としており、目的のために徹底した殺への執着心を持つ。普段のサバサバした言動は、普通の生活を送りたいながらも復讐の人生に囚われてしまった自らへの誤魔化しに過ぎない。
作中ではニト、ヒイロ、鳥と共に肉の派閥による苗床団地の殲滅を目的として潜入、敵陣の副将ラセツと交戦する。激戦の末に二度の終局発動によってラセツを倒すことに成功するものの、自らも片腕と片足を失い、一命をとりとめるものの戦線を離脱することになる。その後はマルサが経営する病院で過ごしており、ニトの新たな力を引き出す指導も行った。
血戦"破局"「雷威嚇霧」（ライカム）
強力な音波振動を放つ、小型の鳥のような形状の血塊を無数に作り出す。高振動の音波は電流すら作り出し、出力次第で生物の動きを麻痺させるレベルから、肉体を爆散させるまで自由に調整が可能。集中して敵に浴びせる「雷威嚇霧　H・B・E（ハート・ビート・エディション）」という派生技もある。
血戦"終局"「極超振星」（きょくちょうしんせい）
自身と相手の立っている空間を半球状に取り囲み、電子レンジの要領で音波振動による超高熱波を浴びせ、敵を内部から沸騰、爆死させる。
春日リキヤ（かすが リキヤ）
春日隊隊長。リーゼントヘアーをした大柄な男性。マルサの三派閥「改革派」のトップ。37歳。
「力こそすべて」「利用できるものは何でも利用する」という阿光の思想に近い考えを持ち、彼の部下も武闘派の職員が多い。
賭け事が好きで、会議中でもソーシャルゲームのガチャに勤しむ程。彼の能力にもその特性は活かされており、強敵との闘いを前にしてもギャンブル性の高いその戦法を嬉々としてとるなど、豪胆な性格の持ち主。血液に命令を書き込み実行させる特血「プログラム」の力を持つ。
元々勝負事に対して常に勝つための研鑽をしてきており、12年前にはデイトレーダーとして成功を収めていた。特に殖魔関連で世情が動いた時の株を集中して買い漁っており、ある時殖魔の暴動が起きたことで彼が持つ資産は飛躍的に高騰し大成功を収めたものの、暴動の影響でとある少年が巻き込まれ死亡した事実に遭遇し、殖魔の暴動を願っていた自分を「ダサい」と痛嘆し絶望していたところを、現場へ駆けつけた阿光と山田に遭遇し、阿光に勧誘されマルサへ入局する。
肉の派閥との戦闘では、先遣隊として如月、黒鉄、守山らと共に殖魔の学園へ潜入。黒鉄と共闘しウキョウと戦うが、血人形が脅威と感じ取った三男のフキとの闘いに全力を投じる。
血戦"破局"「我乱殻者」（がらんがしゃ）
カプセルマシーン状の装置を生成し、出てきたカプセルから現れた血人形(オートマトン)に戦わせる。血人形にはソーシャルゲームのガチャのように、ノーマル(N)、レア(R)、スーパーレア(SR)、ダブルスーパーレア(SSR)の4種類が設定されており、レアリティに応じて血人形の性能も上がるが、排出率も下がる。また、基本的に殖魔の強さや動きを自動で探知して行動するため、その挙動は術者である春日ですら完全に読み切ることが出来ない。レアリティRでカテゴリーAクラスの殖魔を圧倒出来、SRになると春日自身がその行動についていくことを諦めるほどの性能を持つ。
猪名寺キョウシロウ（いなでら キョウシロウ）
猪名寺隊隊長。眼鏡をかけた気難しそうな男性。マルサの三派閥「保守派」のトップ。
阿光に対して妄信的ともとれるほどの信頼を寄せており、彼女のために自らの命を差し出すことも造作なく行うほど。殖魔討伐の名家である猪名寺家の現当主であり、幼少期から殖魔との闘いに明け暮れてきたエリート。相手が斬られたことを悟ることすら出来ないほどの早斬りが得意技。
目的のために、殖魔であろうと利用できるものは利用するという阿光とは異なり、殖魔は徹底的に殲滅するという保守的な思想を持っており、阿光に提言を行うことも少なくない。
派閥争いに生涯をかけていた父親から、幼少期より精神的虐待ともとれる教育を受けており、戦場で殖魔を殺すことが父の機嫌とりに繋がり、自分や母親への虐待を防げるとして従っていた。学生時代には保育士になるという夢も持っていたが、猪名寺家の地位に固執する父親からその道を認められることはなく、また自身や父を上回る才能を持つ阿光アマネの台頭により焦燥に駆られた父親が、ある任務で生き残った人間の少女を殖魔として処刑しようとした暴挙を止めるため、その場で父親を殺害。その場を阿光に目撃され、「上官殺し」という罪により処断されるだけとなった自分を必要としてくれた彼女のもとにつくことになり、以降彼女に心酔するようになる。
血戦術に使用する血を固めず液状のままにする特血「液状維持」の持ち主。通常、液状のままの血は固形に比べて攻撃力が低いため戦闘には転じさせにくいが、猪名寺はその弱点を補うため血の結晶を加えて用いている。
血戦"破局"「冥鏡糸水」（めいきょうしすい）
血を糸状に細く形状を維持しつつ、相手の肉体を切り裂く技。
血戦"破局"「冥鏡糸水　血旋輪」（めいきょうしすい けっせんりん）
糸状に細くした血を巨大なリング状に変形させ、粒子加速器の要領で高速回転させたものを、速度が最高潮になったところで敵に向けて撃ち出す技。音速を超えて一点に集中する一撃はあらゆるものを穿ち貫く。
血戦"終局"「彼岸時雨」（ひがんしぐれ）
自らの血一滴一滴を高速回転させ、それらを頭上から雨のごとく降らせる。貫通力を増した雨は地面を穿つほどの威力を誇り、この雨を浴びた生物は全身を穴だらけにされて死に至る。自身の周囲の生き物全てを殲滅してしまう大技であり、猪名寺自身は血晶化させた傘で回避は出来るが、長時間発動し続けていると自身の命も奪いかねない諸刃の剣。さらに雨量を増大させる「悪天」、最大雨量を降らせる「荒天」という切り札も持つ。
望月アユム（もちづき アユム）
望月隊隊長。ボサボサの髪とアイマスクを着用した中年男性。マルサの三派閥「中立派」のトップ。
昴セツナ（すばる セツナ）
昴隊隊長。常に血戦術を展開し、マルサ本部の一角を護り続けていることから「守護者（ガーディアン）」の異名を持つ。
ゴーレムのような外見をした鋼血人形を纏っており、真の姿を見た者はいないとされている。常人よりも早く硬く固まる特血の持ち主で、生半可な攻撃では傷をつける事すらも出来ない強固な防御力が持ち味。
本来の姿は自堕落で対人恐怖症な少女。知らない人間に会ったり、プレッシャーを感じると滝のような汗を拭きだす。元々「守護者」の呼称で呼ばれるようになった理由は、とある殖魔との激戦で恐怖のあまり戦いが終わるまでずっと鋼血人形の中に引きこもっていたところを、あとから駆け付けた局員が目撃し殖魔を殲滅した張本人と勘違いしたため。そこから自分を持て囃してくれる周囲の評価に断りを入れることが出来ず、その噂だけが独り歩きをしているうちにあれよあれよと隊長になってしまっていた。
戦闘力は皆無に等しいため、他の隊長たちと異なりマルサの一区画の警備を阿光に申し出ることで、現在の地位に甘んじている。鋼血人形の中では専らゲームにふけったりお菓子を貪るなど自堕落な生活を送っており、ただそこに居るだけで仕事を果たしている今の日常を崩されることを恐れている。

#### 副隊長
如月（きさらぎ）
春日隊副隊長。春日と同じくリーゼントヘアーが特徴で、粗野な言動のヤンキー気質な人物。
マルサの中でもトップクラスの硬度を誇る血の持ち主。戦闘の際は血で作った複数の腕を形成し戦う。昔のあだ名は「タラちゃん」。
ニトの実戦配置前日に、他の副隊長2名と共に彼を急襲、処刑しようとするが黒鉄に阻まれる。
肉の派閥との前哨戦では、春日達と共にウキョウの経営する学園に潜入するが、そこでフキと遭遇し交戦するも敗北、瀕死の重傷を負う。
海野（うんの）
望月隊副隊長。副隊長格の紅一点で、常に額に冷えピタを貼っている。
「長い物には巻かれろ」を地で行く性格。血戦術の序局程度なら一晩中休まずに打ち続けられるほどのスタミナを持つ。
福富（ふくとみ）
猪名寺隊副隊長。長髪のパーマをあてた中年男性。
如月、海野と共にニトを襲うが、猪名寺から「ニトが暴走したら殺せ」とだけ命令されていたため、戦いには参加しなかった。

#### 実施官
黒鉄ユウト
主要人物の項の黒鉄ユウトを参照。
守山ミヒト（もりやま ミヒト）
猪名寺隊の班長。親族の七光りで班長の地位についている。
黒鉄とは友人の関係であり、言動はひょうきんながらやる時はやるタイプ。班長となってから11人の部下を戦場で喪っているが、戦いにおいてその決断が必要であることを割り切りつつ、罪悪感を感じている。部下を死なせずに戦い続けてきた黒鉄のことを尊敬している。春日と同じく「プログラム」の特血持ち。
肉の派閥との闘いでは、黒鉄と共に春日隊について参戦。フキとの戦いに専念する春日に代わり、黒鉄と共にウキョウ相手に戦うが重傷を負い、自身の終局でウキョウの足止めを狙うも黒鉄に阻止され、彼の特血の力で復活する。強化された血戦術で黒鉄と協力してウキョウを倒すことに成功するが、最後のあがきで発動した彼の自爆に巻き込まれる。
血戦"破局"「齧歯夜行」（げっしやこう）
無数のネズミを血で作り出し操作する技。オートと有線の2通りの操作方法があり、有線の方がより繊細な動きを指示できる。
泡渕ミズキ（あわぶち ミズキ）
2級実施官。黒鉄班の一人でツインテールが特徴。殖魔被害者の孤児院出身。
生意気な性格で、殖魔との戦いを楽しむ素振りを見せる一方、身内には優しい一面を持つ。黒鉄班解散後はマルサ本部へ転属となり、「彫刻家」との戦いにおける陰謀を解決するため、ニトたちと協力する。自身の血戦術を活かした情報戦が得意。
血戦"破局"「血泡千里眼」（けっぽうせんりがん）
血の泡が映したものを見ることが出来る、偵察や潜入調査に長けた能力。
梅咲モモカ（うめさき モモカ）
2級実施官。黒鉄班の一人で黒髪のぱっつんが特徴。殖魔被害者の孤児院出身。
泡渕と仲が良く、彼女と行動を共にすることが多い。肉の派閥との戦いでは、喜納と共に望月隊に参加。
喜納サチ（きな サチ）
2級実施官。黒鉄班の一人で褐色肌の単発が特徴。殖魔被害者の孤児院出身。
見た目に似合わず、4人の中では一番おとなしい性格。肉の派閥との戦いでは、梅咲と共に望月隊に参加。
盃ウツハ（さかずき ウツハ）
2級実施官。黒鉄班の一人でボサボサの黒髪が特徴。殖魔被害者の孤児院出身。
4人の中ではムードメーカーで、いざこざがあった時は彼女が仲を取り持つことが多かった。黒鉄の見立てでは、カテゴリーAクラスの潜在能力も持っていたとされている。
「彫刻家」との戦いで、暴走したニトの戦いに巻き込まれて致命傷を負い、終局を発動して戦死する。黒鉄班初の戦死者となる。
血戦"破局"「龍尾」（りゅうび）
鞭のような形状の武器。
血戦"終局"「八咫ノ愚血」（やたのおろち）
両腕から血を噴出させ巨大なフレイル状に形成し、敵を殴りつける。そして術者の死後、巨大な両刃刀として後を継ぐ者の武器となる装備型終局である。
鳥ミチル（とり ミチル）
トッコー組の一人で、後にニトたちの親友となる少女。
非常にマイペースな性格で、戦闘前でもトイレをしにどこかへ消えたり、家のガスの元栓を閉めたか気になって帰ったりすることが多く、以前所属していた班ではその性格が原因で作戦失敗の責任を取らされ、トッコーに飛ばされた(本人曰く「うんこ行ってたら左遷された」)。ただし戦闘センスは並外れており、ニトとヒイロと組んだ初戦でも彼らの作戦を理解して勝利をもたらした。彼らが殖魔であることは知っているが、初対面の自分を褒めてくれたことで十分な信頼を置いている。
また、任務途中に消えることがあっても、最終的には必ず戦地へ戻ってくるという性格の持ち主であり、山田隊長からは「不意打ちには最高の逸材」とまで言われる。血に電気を纏わせる特血「帯電血質」の持ち主。
血戦"破局"「雷鳴櫛」（かんなぐし）
帯電させた血を幾本も棒状に固め、敵に向けて撃ち放つ。

### 殖魔

#### 肉の派閥
クリュウ
肉の派閥の首領で、通称ビッグダディと称される大男。
力あるものが全てという考えを持ち、そのあまりに強大過ぎる力から、自身の子であるビッグダディ・チルドレンからも畏敬の念を向けられる存在。自身の子孫を、生後間もない段階から一つの卵の中で争わせ、生き残った者を育てる「蟲毒苗床」を行っている。
ラセツ
肉の派閥の副将。No.2に恥じぬ実力を誇り、かつてはマルサの隊長5人を殺害したとされている。
ヒトやマルサを蔑視する姿勢は他の殖魔と同じだが、ビッグダディが行う「蟲毒苗床」のやり方は間違っているとして心を痛めており、自身こそが肉の派閥最後の良心であると自負している。
苗床団地の戦いで、敗北したジョクトとニトの回収、およびその他の生き残りの後始末をしに来たところを、山田アイと交戦。彼女の破局を受け付けない頑強さと、不死身ともいえる戦いぶりで彼女を追い詰めるが、終局を2度発動した彼女の猛攻には耐えきれず、骨となって死亡した。
圧筋混合不壊体（あつきんこんごうふえたい）
体内を構成する炭素成分の割合を変化させ、肉体をダイヤモンドに匹敵する硬度・性質へと変化させる。
ジョクト
肉の派閥の一人。ビッグダディの「蟲毒苗床」によって生み出されたが、彼を満足させられるだけの実力を持たなかったことから失望され、苗床の管理を任されている。苗床内での戦いに打ち勝った身でありながら、肉親から見放された悲しみで愛情に飢えており、強くなることで父に認めてもらうという思想を持っている。
作中では苗床団地の戦いで、苗床や殖魔を使ってより強い生命体を生み出す実験を行っていた。他人の肉体や脳を取り込んで学習し、自身の力として利用する能力を持つ。ニト、ヒイロ、鳥を相手に互角以上の戦いを展開し、一度はニトを殺すことに成功したが、鳥の機転と生への執着を諦めなかったニトによって倒される。
筋肉転生
生物の筋肉が、生涯の全盛期の状態を覚えているという現象「マッスルメモリー」を利用し、取り込んだ他者の肉体が最も得意としていた戦い方を再現する。

#### ビッグダディチルドレン
ビッグダディが「蟲毒苗床」によって生み出した選りすぐりの殖魔たち。一人一人がカテゴリーSクラスの実力を誇っている。
ハカ
長男。見た目は普通の人間だが、顔の中心が黒い結晶のようなもので覆われており、顔と呼べる部分が存在しない。
喋ることも出来ないので、会話はもっぱら筆談かジェスチャーで行う。家族に対しては愛情をもって接する一方、ヒトに対しては自分たちの養分という認識しかない。身体を細切れにされてもそれぞれを独立して動かすことが出来、脳が無事であれば一瞬で復活する驚異的な再生能力を誇る。マルサ本局の襲撃ではニトと交戦する。
更に闘う者（エンドレス・バルク）
ハカの能力で、肉体が傷つきダメージを受けるほどに、「筋肉の超回復」を体現するがごとく、さらに強靭に生まれ変わる能力。脳を破壊しない限り、どれだけ致命的なダメージを与えても瞬時に再生し、そしてさらに強力な身体能力を発揮する。
ウキョウ
次男。肉の派閥が支配する殖魔の自治区を管理するとともに、殖魔たちが通う学園の校長も務めており、見た目はスーツを着込んだ出来るビジネスマンという風体。
表向きは柔和な態度を崩さず、ユニークな言い回しで他人をからかったりするが、本性は非常にプライドが高く、また人間はおろか殖魔の命すら自身のために使われるべきという危険な思想の持主。自らがビッグダディの目的を達成する駒にしか過ぎない事や、弟であるフキが自身より実力があることを知りながらも、それが絶対的事実であることに苛立ちを隠せないでいることがある。
自身の肉を予め他者に食わせることで、他者に触れることなく「マッスルメモリー」を発動させ、肉体を意のままに操作することが可能。経営している学園に通う教師や生徒たちは全て、父の計画により始まる戦いのために自身の武器とする材料にしか過ぎなかった。
学園での戦いでは、生徒たちを一人残らず自身の武器へと変えながら春日、黒鉄、守山らと交戦。途中離脱した春日を除いた2名を追い詰めるが、土壇場で目覚めた黒鉄の特血により復活した守山の力で形勢が逆転。武器としていた生徒たちも枯渇し、さらにフキ戦で砕かれた春日の血人形を操作した黒鉄の一撃により身体を粉砕されて敗北。もはや戦う手段がないことを悟り、自治区の殖魔と自身の肉体に仕込んでおいた自爆装置を作動させて死亡する。
学園天獄（エレファントマガジン）
自身の肉片を取り込ませた生徒たちを巨大な大砲に変化させ、肉体そのものが無くなるまで弾丸として撃ち尽くさせる技。
生きる力（ライフイズユースフル）
生徒一人の肉体をゴルフボール大の大きさに凝縮し、弾丸のように撃ち放つ技。ただ指で弾いただけでいくつもの教室の壁を貫通し、本気の一撃は最高に硬度を高めた黒鉄の「葬魂血碑」を一撃で粉砕する。
フキ
三男。冷静な性格の少年で、殖魔でありながらビッグダディの許可を得て人間の学校に通っている。
人間に興味を持ち、学校ではディベート部に所属して人間社会を満喫する等、その暮らしはビッグダディ・チルドレンの中でも異質。ただし、人間に対してはニトやヒイロが持つような「同族」ではなく、犬や猫のような「ペット」としての認識が強く、自身に歯向かったり攻撃してくるものは容赦なく叩きのめす。
まだ覚醒前ではあるが、その実力はビッグダディ・チルドレンの中でも最強であり、ビッグダディが最も期待を寄せている子供である。
ホロウ
長女。左目を布で隠した細身の女性。その中には無数の殖魔の身体の一部が詰め込まれている。
肉の派閥の歴史を崇拝しており、これまで存在した強者の武器や強者の肉体を使った戦いを得意とする。ただし、ビッグダディ・チルドレンの中では最弱であり、父親を満足させられるだけの成果が出せなかったことから、他の兄弟に許されていた自由を全く与えられなかった。強くなりたいと願った彼女は、肉の派閥の歴史の中でも特に優れた達人とされた「奪掌のオウリュウ」の体組織を自らの左目に取り込み、結果としてオウリュウの遺伝子を脳に植え付けることに成功した。
マルサ本局の戦いでは、ビッグダディと分断された後に猪名寺と交戦。彼の破局により一度は脳を破壊されるものの、オウリュウが目覚めたことで形勢が逆転し、彼に重傷を負わせる。しかし猪名寺の終局には敵わず、オウリュウに覚醒して差し違えを狙うも、最後の最後でオウリュウになれきれなかったことが仇となり敗北、死亡する。
筋族達の武器庫（マッスルミュージアム）
肉の派閥の歴史で活躍した武人たちの武器を、ホロウの肉体で再現し無数に繰り出す。
華麗なる筋族（マッスルヒストリー）
肉の派閥の歴史で活躍した武人たちの、各々の達人筋を再現し、攻撃に転用する技。複数の人物の達人筋を一度に再現することも可能で、一撃一撃が即死級の破壊力を持つ攻撃となる。
オウリュウ
かつて「奪掌」の異名をとった武術の達人の肉体を、ホロウが取り込んだことで遺伝子レベルで同化し生まれた存在。あらゆる攻撃を弾き飛ばす頑強さを持つ掌底で、即死級の一撃を叩き込む。オウリュウの顕現時もホロウの人格は混在しているが、オウリュウの人格の占有度を上げることでさらに強化される。
チフン
次女。眼鏡をかけた妖艶な風貌の女性。オシャレが好き。
他の兄弟に対しても面倒見がよく、ビッグダディ・チルドレンの中でも姉御肌的存在。膜のようなもので自らや仲間を包んで瞬間移動する能力を持つ。
シュシュ
三女。視線があらぬ方向を向いている舌足らずな少女。信仰心が厚い。
能力の特性故か身体が液状化しており、どんなに狭い場所にでも入り込める。能力が強力な反面、真っ向からの戦闘は不得手であり、見つかると逃げの一手を図ることからヒイロから嫌悪感を向けられた。
マルサ本局の戦いでは、ビッグダディらが正面から攻め込む前からすでに潜伏しており、本局を内部から急襲。大半の局員を捕食してマルサを壊滅状態に陥れた。しかし泡渕の機転で居場所を特定され、「紅王・血装束」を発動したヒイロに肉薄されて致命傷を負う。「原点回帰」を発動して逃亡を図るが、その間もなくヒイロの攻撃によって発動した熱により蒸発して消滅する。
謎肉の正体（ピンクスライム）
シュシュの肉体から生成される、スライム状の姿をした謎の生物。液状の身体を持つためどんな狭い隙間にでも入り込み、人間を溶かして捕食する。少しでも肉体に触れるとそこから浸食が始まって全身を喰われると共に、食った分だけ「謎肉の正体」も巨大化する。あらゆる攻撃に無敵だが、液体の性質を持つことから鳥の「雷鳴櫛」による電気分解や、ヒイロが与えた攻撃による超高熱等には弱い。

#### その他の勢力
着付屋（ドレッサー）／ 高橋将一（たかはし しょういち）
外界に出たニトが初めて出会った殖魔。マルサからはカテゴリーBクラスとして指名手配されている。
かつては服飾デザイナーとして働くという夢を持っていたが、現在は「彫刻家」らと共に殖魔の苗床用の人間を捕えて売り捌く組織の一員となっている。就活中の面接に遅れないために、大河の水面を蹴って渡り切った経験から、強靭な脚力を武器とする。人間の女性を苗床としていたが、彼なりに彼女との「生活」を楽しんでいた風があり、子供も作っていた。
交通事故に遭いながらも再生したニトの姿から同族であると認識し、彼を自宅へ招き入れるも、苗床を見たニトの反応を見て殺すことを決意。乱入してきたヒイロを相手に持ち前の脚力で重傷を負わせるが、彼女とニトの連携に敗北。この時点ではまだ死んでおらず、苗床が妊娠していた赤ん坊に手を出そうとしたマルサに襲い掛かるも、黒鉄によってとどめを刺された。
筋縛闘衣体（きんばくとういたい）
身体中の筋組織を再構築し密度を高め、肉体能力、硬度を底上げする技。彼以外にも使用する殖魔はいる。
彫刻家（スカルプチャー）／シオン
人間を殖魔へ売り捌く犯罪組織のトップに君臨する存在。人間を生きたままアート作品のように組み替えて、実態のカモフラージュを計ったことから名づけられた。マルサからはカテゴリーA+クラスの実力を持つと判断されている。
かつて血の派閥が経営していた研究所で過ごしていた過去を持ち、ヒイロとはその時からの顔見知り。その際に逃げ遅れたヒイロを見捨てて他の殖魔たちと共に逃げ出した。人間に対しては冷徹だが、自分の仲間に対しては優しい一面も持つ。
自身の肉体と骨格を自在に操ることが出来る、「肉と骨の混合殖魔」。その特性によってあらゆる動物の骨格を再現して変身できる。
マルサに潜伏している殖魔の情報から、ニトを手に入れて自身が王になろうと企む。ヒイロに対しては、断種を行いマルサの犬になり下がったとして軽蔑していたが、本心では彼女のことを切り捨てきれずにいた。暴走したニトの潜在能力に圧倒され、最後はヒイロの一撃により敗北。ヒイロは彼を逃がそうとしたが、マルサの隊長たちの介入で逃げ切れないことを悟り、ヒイロに殺されたように見せかけて自害した。
奏骨（そうこつ）
自身の骨格を変形させる技。変形させている最中の音が、音楽を奏でているように聞こえることからこう呼ばれる。
奏骨 畏怖（そうこつ IF）
骨格を人間以外のあらゆる動物に変化させ、その動きを再現させる。複数の動物の骨格を同時に再現することも可能。

## 書誌情報
- 渡嘉敷拓馬 『LILI-MEN』 講談社〈ヤングマガジンKC〉、既刊10巻（2025年5月20日現在）
  1. 2023年1月6日発売[7]、ISBN 978-4-06-530397-9
  2. 2023年3月6日発売[8]、ISBN 978-4-06-531055-7
  3. 2023年6月6日発売[9]、ISBN 978-4-06-532034-1
  4. 2023年8月6日発売[10]、ISBN 978-4-06-532632-9
  5. 2023年12月6日発売[11]、ISBN 978-4-06-534102-5
  6. 2024年3月6日発売[12]、ISBN 978-4-06-534913-7
  7. 2024年6月6日発売[13]、ISBN 978-4-06-535822-1
  8. 2024年9月5日発売[14]、ISBN 978-4-06-536874-9
  9. 2025年1月20日発売[15]、ISBN 978-4-06-538298-1
  10. 2025年5月20日発売[16]、ISBN 978-4-06-539626-1